# Мала Цикава
Мала Цикава (словен. Mala Cikava) је насељено место у саставу градске општини Ново Место, регија Југоисточна Словенија, Словенија.

## Историја
До територијалне реорганизације у Словенији била је у саставу старе општине Ново Место.

## Становништво
У попису становништва из 2011. године, Мала Цикава је имала 115 становника.
| Број становника према пописима | Број становника према пописима | Број становника према пописима |
| ------------------------------ | ------------------------------ | ------------------------------ |
| 1991                           | 2002                           | 2011                           |
| 96                             | 84                             | 115                            |

Напомена: Године 2000. извршена је мала размена територије између насеља Мала Чикава и Ново Место, а 2006. између насеља Мала Чикава и Мали Слатник. Године 2010. умањено за део насеља који је припојен насељу Ново Место.